# Charles Halton
Charles Halton, född 16 mars 1876 i Washington, D.C., död 16 april 1959 i Los Angeles, Kalifornien, var en amerikansk skådespelare.
Halton var utbildad vid New York Academy of Dramatic Arts. 1901 debuterade han på Broadway där han medverkade i över 30 produktioner fram till 1950. Han filmdebuterade 1917, men kom inte på allvar att bli filmskådespelare förrän på 1930-talet.

## Filmografi (i urval)
- 1936 – Männen från storskogen
- 1937 – Stjärna sökes[2]
- 1937 – Den svarta ligan
- 1938 – Panik på hotellet
- 1938 – Luffarmiljonären
- 1938 – Jag är lagen
- 1939 – Landet bortom lagen
- 1939 – Nancy Drew... Reporter
- 1940 – Utrikeskorrespondenten
- 1940 – Den lilla butiken
- 1940 – Man tror vi är gifta...
- 1940 – Mordet i tredje våningen
- 1940 – Doktor Ehrlich
- 1940 – Dr Cyclops
- 1941 – Lika barn leka bäst
- 1941 – Swingflickan
- 1941 – Utan skrupler
- 1942 – Att vara eller icke vara
- 1942 – Över Stilla havet
- 1942 – Guldfågeln
- 1944 – Wilson
- 1946 – De bästa åren
- 1946 – Livet är underbart
- 1948 – Flykt genom öknen
- 1954 – En stjärna föds